# Kövesi Gabriella
Kövesi Gabriella (Budapest, 1974. december 16. –) válogatott magyar labdarúgó, kapus.

## Pályafutása

### A válogatottban
1999 és 2007 között három alkalommal szerepelt a válogatottban.

## Sikerei, díjai
- Magyar bajnokság
  - bajnok: 1993–94, 1994–95, 1999–00, 2005–06, 2006–07, 2007–08

## Statisztika

### Mérkőzései a válogatottban
| Magyarország | Magyarország      | Magyarország             | Magyarország | Magyarország | Magyarország | Magyarország | Magyarország | Magyarország |
| #            | Dátum             | Helyszín                 | Hazai        | Eredmény     | Vendég       | Kiírás       | Gólok        | Esemény      |
| ------------ | ----------------- | ------------------------ | ------------ | ------------ | ------------ | ------------ | ------------ | ------------ |
| 1.           | 1999. június 20.  | Tótkeresztúr             | Szlovénia    | 0 – 9        | Magyarország | barátságos   | -            | 74'          |
| 2.           | 2006. március 8.  | Győr                     | Magyarország | 1 – 0        | Szlovákia    | barátságos   | -            |              |
| 3.           | 2007. március 15. | Győr, Integrál-DAC pálya | Magyarország | 3 – 1        | Szlovákia    | barátságos   | -            |              |
|              | Összesen          |                          |              | 3            | mérkőzés     |              | 0            | gól          |